# Brigitte Vasallo
Brigitte Vasallo (Barcelona, 1973) es una escritora española, conocida especialmente por su crítica de la islamofobia de género, la denuncia del purplewashing y el homonacionalismo, así como por su análisis de la monogamia como sistema de organización social. Ha ocupado la Cátedra Mercè Rodoreda d'Estudis Catalans de la Universidad de Nueva York y ha sido artista residente en la Academia de España en Roma.

## Biografía
Hija de una familia gallega, de Chandrexa de Queixa, migrada a Francia y después a Cataluña, reivindica su identidad charnega. Ha vivido buena parte de su vida adulta en Marruecos, lo que le ha permitido adquirir una perspectiva del pensamiento.
Colabora habitualmente con diversos medios de comunicación como eldiario.es, Catalunya Ràdio, Diagonal, La Directa o Pikara Magazine, además de impartir numerosas conferencias. Asimismo, es docente del Màster de Gènere i Comunicació de la Universidad Autónoma de Barcelona y forma parte del comité organizador internacional de la Non-Monogamies and Contemporary Intimacies Conference que se celebra desde 2015 en diferentes ciudades.

## Obra
La obra de Brigitte Vasallo se estructura en torno a dos ejes principales. Por un lado, analiza la interseccionalidad entre el racismo y la misoginia, particularmente sobre cómo afecta a las mujeres musulmanas. En este sentido, denuncia el purplewashing y el pinkwashing, o cómo se instrumentaliza el feminismo y los derechos LGBTI para justificar la xenofobia, dejando de ser fines en sí mismos.
Por otro lado, valora otras formas de relacionarse afectivamente, aparte de la tradicional monogamia, que superen la fidelidad como un modo de posesión y el amor como un bien limitado. Sin embargo, también advierte de cómo el neoliberalismo puede apropiarse del poliamor desde una perspectiva individualista que reproduzca las estructuras de poder heredadas y que cosifique a las personas y sus cuerpos como un objeto de consumo más.
En el año 2020, participó en la actividad La nueva reacción. Antídotos y sinergias llevada a cabo por el Museo Nacional Centro de Arte Reina Sofía. La actividad buscaba investigar la relación entre el estado del clima actual y la existencia de políticas heredadas de los fascismos.
Con la Trilogía de Naxos, escrita en tres idiomas, inició un ensayo dramático en el que explora la realidad de las hijas y nietas de la migración de los años 50 en España.Este proyecto desembocó en Tríptico del silencio. El exilio sin nombre, que consta de tres libros: Á intemperie, escrito mayoritariamente en gallego; La condició txarnega, escrito mayoritariamene en catalán; y El exilio sin nombre, escrito mayoritariamente en castellano.Vasallo escribe a propósito txarnega para que la palabra quede «incorrecta e ilegal» en todos los idiomas, que sea una palabra que abre.
- Pornoburka: desventuras del Raval y otras f(r)icciones contemporáneas (2013).[17][18]
- Pensamiento monógamo. Terror poliamoroso (2018).[19]
- Mentes insanas. Ungüentos feministas para males cotidianos (2020).[20]
- Lenguaje inclusivo y exclusión de clase (2021).[21]
- Tríptico del silencio. El exilio sin nombre (2023).[15]